# Meoneura wirthi
Meoneura wirthi is een vliegensoort uit de familie van de Carnidae. De wetenschappelijke naam van de soort is voor het eerst geldig gepubliceerd in 1859 door Sabrosky.